# Crocus pestalozzae
Crocus pestalozzae är en irisväxtart som beskrevs av Pierre Edmond Boissier. Crocus pestalozzae ingår i släktet krokusar, och familjen irisväxter. Inga underarter finns listade i Catalogue of Life.